# Omslagsrevers
Omslagsrevers är en äldre benämning på en skuldförbindelse vars säkerhet utgörs av så kallad inner- eller hypoteksrevers. Den senare är vanligen en inteckning, vars angivna utställare och belopp ej behöver överensstämma med omslagsreversen uppgifter.
Det pantsatta skuldebrevet kan vara utställt av samma person som omslagsreversen men är i regel utfärdat av annan. Omslagsreverser användes mycket inom sparbanksrörelsen och var då bäraren av skuldförbindelsen mellan låntagaren och banken. Det tjänade då bl.a. till underlag för anteckningar om gjorda avbetalningar, ränlelikvider, uppsägning o.d., vilka då ej belastade utrymmet på inteckningsrevers-hypoteket.